# Louisburg (Kansas)
Louisburg és una població dels Estats Units a l'estat de Kansas. Segons el cens del 2000 tenia 2.576 habitants.

## Demografia
Segons el cens del 2000, Louisburg tenia 2.576 habitants, 946 habitatges, i 687 famílies. La densitat de població era de 299,6 habitants/km².
Dels 946 habitatges en un 40,7% hi vivien nens de menys de 18 anys, en un 58,8% hi vivien parelles casades, en un 9,8% dones solteres, i en un 27,3% no eren unitats familiars. En el 23,6% dels habitatges hi vivien persones soles el 9,2% de les quals corresponia a persones de 65 anys o més que vivien soles. El nombre mitjà de persones vivint en cada habitatge era de 2,6 i el nombre mitjà de persones que vivien en cada família era de 3,09.
Per edats la població es repartia de la següent manera: un 28% tenia menys de 18 anys, un 7,2% entre 18 i 24, un 31,7% entre 25 i 44, un 18,4% de 45 a 60 i un 14,7% 65 anys o més.
L'edat mediana era de 34 anys. Per cada 100 dones de 18 o més anys hi havia 87 homes.
La renda mediana per habitatge era de 46.500 $ i la renda mediana per família de 51.729 $. Els homes tenien una renda mediana de 33.783 $ mentre que les dones 29.250 $. La renda per capita de la població era de 21.560 $. Entorn del 2,8% de les famílies i el 3,4% de la població estaven per davall del llindar de pobresa.

## Poblacions més properes
El següent diagrama mostra les poblacions més properes.